# 40. Филмски сусрети у Нишу
40. Филмски сусрети одржани су у периоду од 21. до 27. августа 2005. године. Фестивал је, уз присуство од око 60 глумаца и глумица на сцени, отворила Мира Ступица.
| „              | Отворила сам прве и дошла сам данас да отворим четрдесете јубиларне Филмске сусрете. За ових четрдесет година, много штошта је прешло преко наших глава, али ми смо жилави, па се не дамо. Прво хоћу да се захвалим овом граду, нашем домаћину; знамо с каквим напором се одржавају ови фестивали. Да се захвалимо Вама, нашој драгој, топлој, милој, верној публици, да се захвалимо уметницима који држе овај фестивал на високом уметничком нивоу и да зажелимо сви заједно да док је год ове Тврђаве и док је год овог града Ниша, да се сваке године овако сретнемо, волимо и дружимо. А сад, најважније да кажем, то морам сасвим онако просто да кажем, четрдесети јубиларни фестивал Филмских сусрета Ниш је ОТВОРЕН! | ” |
| — Мира Ступица | |   |

Уметнички директор фестивала је глумац Миодраг Кривокапић.

## Жири
| Састав жирија      |                |                    |
| председница жирија | Мира Бањац     | Мира Бањац         |
| чланови жирија     | Катарина Жутић | Миодраг Кривокапић |

## Програм
У оквиру пратећег програма фестивала Историјски архив је приредио изложбу о 40 година Филмских сусрета у Нишу. Такође, промовисана је монографија, са детаљним информацијама о Филмским сусретима од 1966 до 2004. године и одржан је већи број трибина и конференција за новинаре, међу којима и „50 година рада на филму Велимира Бате Живојиновића“. Велимир Бата Живојиновић је добио почасну награду Цар Константин за 50 година рада на филму. Приказано је, такође, 11 филмова награђиваних на претходним Филмским сусретима: Штићеник, Скупљачи перја, Дервиш и смрт, Жута, Бештије, Трен, Освајање слободе, Јована Лукина, Усијање, Петријин венац, Доротеј.
У оквиру званичног програма фестивала, током седам дана, приказано је 11 конкурентских и 1 гостујући филм.
| Дан        | Програм                                                                 |
| ---------- | ----------------------------------------------------------------------- |
| 21. август | Свечано отварање                                                        |
| 21. август | Сиви камион црвене боје (Срђан Кољевић)                                 |
| 22. август | Флерт (омнибус са БК), 50 год. рада на филму Велимира Бате Живојиновића |
| 22. август | Журка (Александар Давић)                                                |
| 23. август | Југ југоисток (Милутин Петровић)                                        |
| 23. август | Ин мемориам                                                             |
| 23. август | Звезде љубави (Милан Спасић)                                            |
| 24. август | Диши дубоко (Драган Маринковић)                                         |
| 24. август | Додела награде Павле Вуисић                                             |
| 24. август | Балканска прича (Божидар Николић)                                       |
| 25. август | Буђење из мртвих (Миша Радивојевић)                                     |
| 25. август | Додела награде „Она и он“                                               |
| 25. август | Имам нешто важно да ти кажем (Жељко Сошић)                              |
| 26. август | Сан зимске ноћи (Горан Паскаљевић)                                      |
| 26. август | Ми нисмо анђели 2 (Срђан Драгојевић)                                    |
| 27. август | Свечана додела награда                                                  |
| 27. август | Код Амиџе Идриза (Пјер Жалица), гостујући филм                          |
| 27. август | Затварање фестивала                                                     |

## Награде
Званичне награде додељене су последњег дана фестивала.
| Награда                          | Добитник/Добитнца     | Улога                  | Филм (редитељ/редитељка)                                              |
| -------------------------------- | --------------------- | ---------------------- | --------------------------------------------------------------------- |
| Гран при Наиса                   | Лазар Ристовски       | Лазар                  | Сан зимске ноћи (Горан Паскаљевић)                                    |
| Цар Константин                   | Срђан Тодоровић       | Ратко, Мане Меланхолик | Сиви камион црвене боје (Срђан Кољевић), Флерт (омнибус БК академије) |
| Царица Теодора                   | Александра Балмазовић | Сузана                 | Сиви камион црвене боје (Срђан Кољевић)                               |
| Повеља за мушку улогу            | Светозар Цветковић    | Мики                   | Буђење из мртвих (Миша Радивојевић)                                   |
| Повеља за женску улогу           | Ана Франић            | Нагорка, Саша          | Буђење из мртвих (Миша Радивојевић), Диши дубоко (Драган Маринковић)  |
| Награда за епизодну мушку улогу  | Светомир Станишић     | Гаши                   | Балканска браћа (Божидар Николић)                                     |
| Награда за епизодну женску улогу | Анђелика Симић        | Марија                 | Журка (Александар Давић)                                              |
| Награда за најбољег дебитанта    | Мирка Васиљевић       | Софија                 | Ми нисмо анђели 2 (Срђан Драгојевић)                                  |

Специјална награда за изузетан допринос уметности глуме „Павле Вуисић“ додељена је глумцу Николи Симићу. Посебан жири за доделу ове награде чине: Ружица Сокић, Душан Јанићијевић и Мики Манојловић.
Награду за глумачки пар године, Она и он коју додељују ТВ Новости добили су Слобода Мићаловић и Андрија Милошевић за улоге у ТВ серији М(ј)ешовити брак.